# Ipiranga (Paraná)
Pour les articles homonymes, voir Ipiranga.

Ipiranga est une municipalité brésilienne de l'État du Paraná.

## Géographie
La ville est située à 800 m d'altitude, à proximité de la confluence du Bitumirim et du Pinguela, à 175 km à l'ouest de la capitale de l'État, Curitiba.

## Étymologie
Ipiranga est un mot d'origine tupi (y: rivière + piranga: rouge), signifiant «rivière rouge».

## Histoire
La région était jadis habitée par les Kaingangs, peuple indigène du sud du Brésil.
En 1850, une expédition composée de huit Européens et guidée par des indigènes, atteignit la région de l'actuelle ville d'Ipiranga et s'y installa, construisant des maisons et défrichant les terres. Ils donnèrent à leur petite localité le nom de Guarda Velha. En 1866, le Portugais Joaquim Teixeira Duarte se rendit sur place et réalisa la fondation officielle de la ville en lui donnant le nom d'Ipiranga, en souvenir de la rivière de São Paulo sur les rives de laquelle a été proclamée l'indépendance du Brésil.
L'année suivante, Teixeira Duarte fit venir le premier prêtre et lança la construction de la première église, placée sous le patronage de l'Immaculée Conception.
Ipiranga fut peuplée au XIXe siècle par des colons polonais, allemands et hollandais.
Le 7 décembre 1894, Ipiranga fut élevée au rang de ville et de municipalité.